# Life on Mars?
〈Life on Mars?〉는 영국의 싱어송라이터 데이비드 보위의 노래이다. 1971년 음반 《Hunky Dory》에 처음 실려 발매되었으며 싱글 음반으로도 따로 나왔다. 이 곡은 데이비드 보위의 난해한 가사와 릭 웨이크먼의 뛰어난 피아노 연주가 돋보이는 노래로, BBC 라디오 2에서는 "브로드웨이 뮤지컬과 살바도르 달리의 그림이 크로스오버된 것 같다"는 평을 하였다. 1973년 싱글 음반 발매 당시 영국 싱글 차트 3위에 등극하였으며, 13주동안 차트에 머무르는 기록을 세웠다.
2015년 영국 일간지 〈데일리 텔레그래프〉의 록 음악 비평가인 닐 매코믹은 "역사상 최고의 노래 100곡" 중 1위로 이 노래를 꼽있다. 2016년에는 음악 비평 웹사이트 피치포크가 1970년대 최고의 노래로 선정하기도 하였다.

## 유래
1968년 데이비드 보위는 프랑스의 클로드 프랑수아, 자크 르보가 작곡한 노래 〈Comme d'habitude〉(1967)의 리메이크판 가사를 쓰고, 그 제목을 〈Even a Fool Learns to Love〉라 붙였다. 그 사이 폴 앵카도 프랑스판 노래의 판권을 사서 〈My Way〉로 리메이크하였고, 이 곡을 1969년 프랭크 시나트라가 다시 불러 음반 《My Way》에 실어 발표하면서 대단한 인기를 누렸다. 앵카의 곡이 유명해지자 자신이 번안하던 곡을 단념한 보위는 그 대신 시나트라의 커버판을 비튼 곡을 새로 쓰기로 결심하였고, 그 결과 나온 것이 〈Life on Mars?〉였다. 데이비드 보위는 2008년 6월자〈더 메일 온 선데이〉에 딸린 컴필레이션 음반 《iSelect》의 노트에서 이 곡을 어떻게 썼는지와 관련해 다음과 같이 설명한 바 있다.
Workspace was a big empty room with a chaise longue; a bargain-price art nouveau screen ("William Morris," so I told anyone who asked); a huge overflowing freestanding ashtray and a grand piano. Little else. I started working it out on the piano and had the whole lyric and melody finished by late afternoon.
(곡을 쓴) 작업실은 긴 의자와 헐값에 주고 산 아르누보 병풍 (누가 물어보면 "윌리엄 모리스"라 했다), 꽉차있는 대형 탁상 재떨이, 그랜드 피아노가 놓인 크고 빈 방이었다. 그밖엔 별 거 없었다. 나는 피아노에 앉아 작업에 들어갔고, 늦은 오후까지 전체 가사와 선율을 다 썼다. 

보위는 또한 자신이 지은 기본 선율에 웨이크맨이 "피아노 반주를 곁들여" 주었고, 기타리스트 믹 론슨이 "난생 처음이자 최고의 기타반주"를 해주었다고 밝혔다. 해당 곡이 실린 정규 앨범 《Hunky Dory》에서의 라이너 노트는 "프랭키에서 영감받음" (Inspired by Frankie)이었다.
일각에서는 이 곡이 여배우 허미온 파팅게일과의 "짧고 뼈아픈 불륜" 이후에 쓰인 것이라는 설을 제기하였다. 실제로 보위는 1990년 투어공연 도중 이 곡의 차례가 되자 "사랑에 빠지면 사랑 노래를 쓰죠. 이건 사랑 노래입니다"라고 소개한 적이 있었다.

## 노래

### 가사
BBC 라디오에서는 〈Life on Mars?〉를 살바도르 달리의 그림처럼 "여러 가지 비현실적인 이미지"로 구성되어 있어 "역대 가장 이상한 가사" 중 하나라고 소개했다. 가사 중에 "저기 가는 원시인 좀 봐" (Look at those cavemen go)란 구절은 1960년 미국의 더 할리우드 아가일이 불러 히트했던 노래 "Alley Oop"을 가리키는 말이다.
1971년 《Hunky Dory》가 발매될 당시 보위는 이 곡을 "예민한 소녀가 미디어를 접한 반응"이라 요약했다. 1997년에는 인터뷰를 통해 이렇게 덧붙였다. "저는 그 소녀가 현실에 실망하고 있는 것이라 봐요...현실에서 우울감에 빠져 살고 있어도 어딘가에 좀 더 위대한 삶이 있을거란 말을 들었고, 그곳으로 어떻게 갈지 몰라 애통해하는 것이지요."

### 뮤직 비디오
싱글 발매 당시 영국의 사진작가인 믹 록이 뮤직 비디오 촬영과 감독을 맡았으며 1973년 5월 12일 얼스코트에서 촬영을 진행하였다. 보위 입장에서는 이번이 사상 네 번째 뮤직 비디오 촬영이기도 했다. 뮤직 비디오에서는 진한 화장을 하고 나온 보위가 흰색 배경을 등지고 혼자서 노래하는 모습을 담았다. 당시 그는 프레디 부레티가 디자인한 청록색 아이스블루 정장을 입었다.

### 트랙리스트
싱글 앨범의 트랙리스트. 두 곡 모두 데이비드 보위가 작곡 작사하였다.
1. "Life on Mars?" – 3:48
2. "The Man Who Sold the World" – 3:55

### 참여
뮤지션
- 데이비드 보위 - 보컬
- 믹 론슨 - 일렉 기타, 멜로트론 (리코더 사운드용), 기타반주 배열
- 트레버 볼더 - 베이스 기타
- 믹 우드맨지 - 드럼
- 릭 웨이크맨 - 피아노

프로듀서
- 켄 스콧 – "Life on Mars?"
- 토니 비스콘티 – "The Man Who Sold the World"

## 대중문화에서의 등장
〈Life on Mars?〉는 여러 TV 드라마의 삽입곡으로 쓰였다. BBC의 탐정드라마 《라이프 온 마스》에서는 노래 자체는 물론 노래 이름까지 드라마의 기반으로 삼았다. 또 드라마 내내 삽입곡으로 널리 쓰이며, 후속작인 《애시즈 투 애시즈》에서도 사용되었다. 드라마의 미국 리메이크판인 《라이프 온 마스》에서도 역시 비슷하게 사용되었으며, 한국 리메이크판인 《라이프 온 마스》의 생방송판에서도 흘러나왔다. 한편 같은 방송사의 SF 드라마 《닥터 후》의 에피소드인 "The Waters of Mars"에서는 화성 최초의 인류 기지를 배경으로 하는데 그 이름이 '보위 베이스 원'이라는 설정이다.
미국 호러드라마 《아메리칸 호러 스토리: 프릭 쇼》시즌 1 사전 에피소드에서는 배우 제시카 랭이 깊은 독일억양으로 해당 곡을 부르는 장면이 등장한다. 작중 '마스'라는 인물로 등장하는 랭은 아이스블루 정장을 입고 진한 아이섀도를 하고 나와 공연을 하기 때문에 보위의 뮤직비디오를 연상시킨다. 다만 작중 시대배경이 보위가 곡을 내기 거의 20년 전인 1952년이기 때문에 이 곡과 공연이 나온다는 것 자체가 고증오류가 있다. 작중 마스는 에피소드 "Pink Cupcakes"에서 다시 한번 이 노래를 부르며, 시즌 마지막화인 "Curtain Call"에서도 마스가 노래 준비를 하는 가운데 배경음악으로 흘러나온다.
〈Life on Mars?〉는 영화 삽입곡으로도 등장한 바 있다. 라르스 폰 트리어 감독의 영화 《브레이킹 더 웨이브》(1996)의 에필로그에서 〈Life on Mars?〉를 틀어준다. 다만 DVD판에서는 저작권 문제를 이유로 엘튼 존의 〈Your Song〉으로 대체되었다. 이후 빌 머레이 주연의 영화 《스티브 지소와의 해저 생활》 (2004)년에서도 삽입곡으로 들어갔다. 작중 머레이가 혼자서 술에 취한 채 뱃머리로 걸어가고 아래쪽 갑판에서는 파티가 계속되는 장면에서 등장한다. 《러버보이》 (2005)에서는 10살짜리 에밀리와 하커 부인이 대화를 나누는 사이 라디오에서 처음 흘러나오며, 나중에 에밀리가 아카펠라를 할 때에도 부른다. 《팩토리 걸》 (2006)에서도 삽입곡으로 쓰였으며,  영국 영화 《헝키 도리》에서도 데이비가 부르는 노래로 등장한다.